# Raïon de Lioubechiv
Le raïon de Lioubechiv (en ukrainien : Любешівський район, Lioubechivskyï raïon) ou raïon de Lioubechov (en russe : Любешовский район, Lioubechovski raïon) est une subdivision administrative de l'oblast de Volhynie, dans l'ouest de l'Ukraine. Son centre administratif est la commune urbaine de Lioubechiv.

## Géographie
Le raïon s'étend sur 1 450 km2 dans le nord-est de l'oblast. Il est limité au nord par la Biélorussie, à l'est par l'oblast de Rivne, au sud par le raïon de Manevytchi et à l'ouest par le raïon de Kamin-Kachyrskyï et le raïon de Ratne. C'est là que se situe le parc national du Prypiat-Stokhid.

## Histoire
Le raïon de Lioubechiv a été établi le 17 janvier 1940 par un décret du Présidium du Soviet suprême de l'URSS. En 1962, dans le cadre de la réforme du découpage administratif, il fut rattaché au raïon de Kamin-Kachyrskyï. Il fut rétabli le 4 janvier 1965.

## Population

### Démographie
Recensements (*) ou estimations de la population :
| 1959*  | 1970*  | 1979*  | 2009   | 2010   | 2011   |
| ------ | ------ | ------ | ------ | ------ | ------ |
| 34 375 | 38 570 | 37 917 | 35 659 | 35 697 | 35 812 |

### Villes
Le raïon a un caractère rural marqué ; il ne compte aucune ville et une seule commune urbaine, son centre administratif : Lioubechiv.